# 無為 (中国哲学)
中国哲学における無為（むい、拼音: wú wéi、無爲）は、道家思想（老荘思想）の根本概念であり、人間や政治の理想的あり方。
直訳すれば「何もしない」だが、正確には「何もしない」のではなく「人間的なさかしらを捨てて、自然に従う」状態を指す。無為自然（むいしぜん）などともいう。類語に因循（いんじゅん）がある。
「無為」という言葉自体は儒家や法家、中国仏教などでも使われる。

## 道家
老荘思想には、「役に立たないものがかえって役に立つ」（無用の用）、「弱者が強者に勝ち、柔が剛に勝つ」（柔よく剛を制す、弱之勝強柔之勝剛）といった逆説的な表現が頻出する。その中で「何もしないからこそ何でもできる」（無為而無不為）、「無為をする」（為無為）などとも表現される。無為は、人間や政治の理想的あり方であると同時に、「道」や「天」のあり方でもある。
『老子』と『荘子』には「無為」の語が頻出するが、両者の傾向には違いもある。
『老子』は「無為の治（むいのち）」、すなわち君主が無為であれば国はかえって治まる、という政治思想を説いている。これは後に「黄老思想」として理論化され、前漢前期に流行した。
『荘子』は、心の平穏を得た境地を説明する際に「無為」の語を多く用いている。また、包丁名人や蝉採り名人のように、特定の行為を極めた人も、無為と同様の境地に至るとされる。
後世の道教では、宗教行為として行うのが困難だったためか、「無為」が説かれることはあまり無かった。

## 道家以外
儒家においても「無為の治」は理想とされる。孔子は『論語』衛霊公篇で、名君舜の政治を「無為而治」と表現している。また『論語』為政篇では、理想的な君主を「北辰」（不動の北極星）にたとえている。儒家の「無為の治」が具体的にどのような政治を指すかは、後世の儒者によって諸説ある（賢臣に政務を委任する、自己修養に専念して民の模範になる、など）。
法家の『韓非子』は、解老篇などで「無為」を肯定的に論じている。雑家の『淮南子』は、道家と法家の影響のもと、万事を「法」に委ねる政治や、地勢に逆らわない治水、四季に従う農業を「無為」としている。
以上のように、諸子の多くは「無為」を肯定的に論じたが、『荀子』『墨子』のように「無為」を否定する諸子も存在した。
中国仏教初期の格義仏教では、「ニルヴァーナ（涅槃）」が「無為」と漢訳された。以降も「アサンスクリタ」の訳語として使われている。
明代の新宗教である羅教は、創始者の羅祖が「無為居士」を名乗ったことから「無為教」とも呼ばれる。